# Pierfrancesco Favino

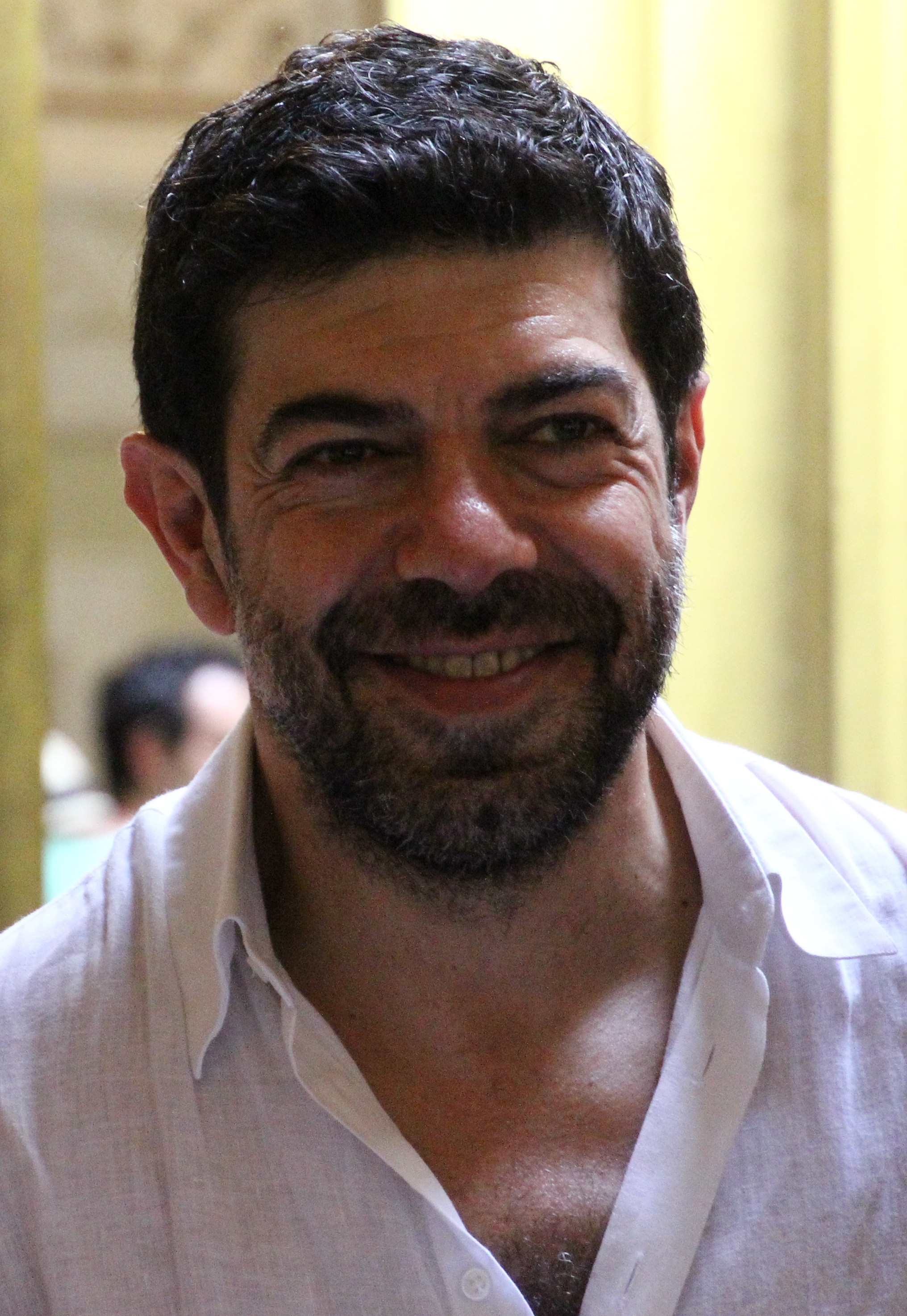
Pierfrancesco Favino

Pierfrancesco Favino (Rome, 24 augustus 1969) is een Italiaans acteur. Vanaf begin jaren negentig speelde hij in 35 films en tv-series. In 2006 kreeg hij de David di Donatello-prijs voor zijn rol in Romanzo Criminale.
In 2009 speelde hij inspecteur Ernesto Olivetti in Ron Howards Angels & Demons.

## Films
- Tutti i giorni sì (1994)
- Pugili (1995)
- Correre contro (1996)
- In barca a vela contromano (1997)
- Il principe di Homburg (1997)
- Dolce far niente (1998)
- I giudici - vittime eccellenti (1999)
- La carbonara (2000)
- L'ultimo bacio (2001)
- Da zero a dieci, regie Luciano Ligabue (2001)
- La verità vi prego sull'amore (2001)
- Emma sono io (2002)
- El Alamein - La linea del fuoco (2002)
- Al cuore si comanda (2003)
- Passato prossimo (2003)
- Mariti in affitto (2004)
- Le chiavi di casa (2004)
- Nessun messaggio in segreteria (2005)
- Amatemi (2005)
- Romanzo criminale, regie Michele Placido (2005)
- Night at the Museum (2006)
- La sconosciuta (2006)
- Saturno contro, regie Ferzan Ozpetek (2007)
- De Kronieken Van Narnia: Prins Caspian (2008)
- Miracle at St. Anna, regie  Spike Lee (2008)
- Angels & Demons, regie Ron Howard (2009)
- Baciami ancora, regie Gabriele Muccin (2010)
- World War Z (2013)
- Rush, regie Ron Howard (2013)
- Suburra (2015)
- My Cousin Rachel (2017)
- Il traditore (2019)
- Gli anni più belli (2020)
- Il Colibri (2022)
- Comandante (2023)
- Maria (2024)

## Voetbalfan
Favino is een fervent supporter van AS Roma, waar hij regelmatig op de tribune zit.
- Biblioteca Nacional de España: XX4822400
- Bibliothèque nationale de France: cb15502587g (data)
- Gemeinsame Normdatei: 143986686
- International Standard Name Identifier: 0000 0001 1879 3633
- Library of Congress Control Number: no2006050031
- MusicBrainz: c8df4eb7-5c60-4947-bf9d-5f41f71bbaf2
- Nationale Bibliotheek van Tsjechië: xx0159615
- Nationale Bibliotheek van Israël: 987007600938805171
- Nederlandse Thesaurus van Auteursnamen: 331692325
- Istituto Centrale per il Catalogo Unico: TO0V455397
- Système universitaire de documentation: 14530910X
- Virtual International Authority File: 90699339
- WorldCat: E39PBJfx6r8Vhw4QcWqHfWc773